# Ліно Тоффоло
Ліно Тоффоло (італ. Lino Toffolo; 30 грудня 1934, Венеція — 17 травня 2016, Венеція) — італійський актор театру та кіно, кантауторе.

## Життєпис
З дитинства займався музикою, виступав у шкільних спектаклях. У 1960—1965 роки — актор театральної компанії «Delfini di Venezia». Працював на радіо «Venezia della RAI».
У 1963 році Ліно Тоффоло дебютував як комік у знаменитому кабаре «Derby Club» у Мілані. Став відомий і як виконавець пісень (кантауторе), записав ряд синглів і музичних альбомів, які успішно продавалися. У 1966 році гастролював у Канаді.
Популярність Тоффоло як актора кабаре не знижувалася протягом 40 років.
Його кінодебютом стала невелика роль у фільмі режисера Федеріко Фелліні «Мамині синочки» (1953).
Кращі ролі зіграв у фільмах режисерів Маріо Монічеллі (Паніготто, «Бранкалеоне у хрестових походах», 1970), Адріано Челентано (Нані, «Юппі-Ду», 1975), Діно Різі (Джондрано, «Білий телефон», 1976), у комедіях Сальваторе Сампері.
З успіхом грав на сцені драматичних театрів.
Пішов з життя 17 травня 2016 року.

## Фільмографія
- Мамині синочки, режисер Федеріко Фелліні (1953)
- Chimera, regia di Ettore Maria Fizzarotti(інші мови) (1968)
- I quattro del pater noster(інші мови), regia di Ruggero Deodato(інші мови) (1969)
- Quando le donne avevano la coda(інші мови), режисер Паскуале Феста Кампаніле (1970)
- Brancaleone alle crociate(інші мови), regia di Маріо Монічеллі (1970)
- Un'anguilla da 300 milioni, regia di Salvatore Samperi (1971)
- Il merlo maschio, regia di Pasquale Festa Campanile (1971)
- La Betìa ovvero in amore, per ogni gaudenza, ci vuole sofferenza, regia di Gianfranco De Bosio (1971)
- Causa di divorzio, regia di Marcello Fondato (1972)
- Quando le donne persero la coda, режисер Паскуале Феста Кампаніле (1972)
- Beati i ricchi, regia di Salvatore Samperi (1972)
- Емігрант, режисер Паскуале Феста Кампаніле (1973)
- Peccato veniale, regia di Salvatore Samperi (1974)
- La bellissima estate, regia di Sergio Martino (1974)
- Юппі-Ду, режисер Адріано Челентано (1975)
- Il padrone e l'operaio, regia di Steno (1975)
- L'infermiera, regia di Nello Rossati (1975)
- Telefoni bianchi, regia di Dino Risi (1976)
- Шляхетний венецієць, режисер Флавіо Могеріні (1976)
- Sturmtruppen, regia di Salvatore Samperi (1976)
- Мессаліна, Мессаліна!, regia di Bruno Corbucci (1977)
- L'inquilina del piano di sopra, regia di Ferdinando Baldi (1977)
- Scherzi da prete, regia di Pier Francesco Pingitore (1978)
- Nuvole di vetro, regia di Lino Toffolo (2006)
- Il giorno in più, regia di Massimo Venier (2011)

## Дискографія

### LP (33)
- 1966: Lino Toffolo (Fonit-Cetra, LPP 68)
- 1970: Lino Toffolo (RCA Italiana, PSL 10483)
- 1985: Lino Toffolo è la fine del mondo - Pasta e fagioli (Fonotil/Alpharecord, A.R. 5002)

### LP 45
- 1963: 'Na brombola impissada/No la vogio no (Fonit-Cetra, SP 1192)
- 1963: Gastu mai pensà/Din don (Fonit-Cetra, SP 1193)
- 1963: L'imbriago/Vin nero (Fonit-Cetra, SP 1194)
- 1964: Ie ie polenta con le schie (Fonit-Cetra, SP 1251)
- 1965: Su le nuvole/Su na gondola (Fonit-Cetra, SP 1289)
- 1969: Oh Nina (vien giù da basso che te vojo ben)/Pa-ta-pum (RCA Italiana, PM 3475)
- 1970: E tu vedi tu/Ah, lavorare è bello (RCA Italiana, PM 3562)
- 1976: Johnny Bassotto/I bambini d'Italia (RCA Italiana, TPBO 1261)
- 1979: Centomila perché/Andiamo a ballare (Numero Uno, ZBN 7139)
- 1980: Lancillotto 008/Ah, lavorare è bello (RCA Original Cast, BB 6428)
- 1980: Io, soltanto io/Io di più (RCA Original Cast, BB 6485)
- 1980: L'isola del tesoro/L'isola del tesoro (strumentale) (RCA Original Cast, BB 6562)
- 1985: E tutti i gatti miao/Il fantasma (Fonotil, FNT 3003)

### CD
- 1999: Acqua alta (Fonotil, CD.AR.5002)